# Masacres de Paramythia
Las Masacres de Paramythia (en griego: Οι σφαγές της Παραμυθιάς) o Fusilamientos de Paramythia fueron un crimen de guerra conjunto nazi y albanés, llevado a cabo por miembros de la 1ª División de Montaña (alemana) y las milicias Cham (albanesas) musulmanas en la ciudad de Paramythia y sus alrededores, durante la ocupación de Grecia por las fuerzas del Eje, en la Segunda Guerra Mundial. Un total de 201 civiles griegos fueron asesinados y 19 municipios de la región de Paramythia fueron destruidos. Tras el final de la guerra, con la derrota de las fuerzas del Eje, una serie de juicios por crímenes de guerra condenaron estas acciones, sin embargo, ni un solo acusado fue arrestado y llevado a juicio. En el juicio de Núremberg (1948), los jueces estadounidenses tomaron la decisión de que las ejecuciones de Paramythia fueron "simples asesinatos".

## Antecedentes
La ciudad de Paramythia era el centro administrativo de la Prefectura de Tesprotia antes de la Segunda Guerra Mundial. Cuando estalló la guerra, tenía una población mixta de 3000 cristianos griegos y 3000 musulmanes albaneses de Cham.
La propaganda fascista italiana había adoptado un enfoque pro-albanés, prometiendo que la región griega se convertiría en parte de la Gran Albania cuando terminara la guerra. Como resultado de esto, parte de la comunidad musulmana Cham colaboró primero con las tropas ocupantes italianas y posteriormente con las alemanas, cometiendo diversos delitos contra la población griega local desarmada. Las fuerzas de ocupación instalaron una administración local de Cham, en la ciudad de Paramythia, con Xhemil Dino como administrador local de Tesprotia y como representante del gobierno albanés. Además de la milicia de la administración local de Cham, desde julio de 1942 también operaba en la zona una organización paramilitar llamada 'Kosla'.

## Las actividades anti-resistencia y las primeras ejecuciones
Debido al aumento de la actividad de la guerrilla en la regió, en septiembre de 1943, el teniente coronel alemán Josef Remold ordenó el inicio de varias operaciones militares llevadas a cabo por grupos combinados de alemanes y chamanos albaneses.
El 18 de septiembre, un grupo de 60 aldeanos fue detenido e interrogado por una de estas patrullas. Nueve de ellos (una mujer y ocho hombres) fueron considerados miembros de la resistencia. Al día siguiente fueron ejecutados frente a la escuela primaria del pueblo.
El 20 de septiembre, estas operaciones se intensificaron y, en varias ocasiones, se enfrentaron en combate con unidades de EDES. El propio Remold comentó que las unidades Cham eran muy efectivas y que "con su conocimiento de la zona han demostrado su gran valía en las misiones de exploración".
El 24 de septiembre, un grupo de cinco soldados alemanes pertenecientea una de estas patrullas conjuntas, fue emboscado, posiblemente por guerrilleros griegos. Al día siguiente, sus cuerpos fueron encontrados en unas condiciones que dificultaron su reconocimiento. Se corrió el rumor de que el grupo estaba acompañado por musulmanes Chams de la misma patrulla, y que fueron estos quienes cometieron los asesinatos para acusar a los griegos e iniciar un gran pogromo durante los días siguientes. Sin embargo, esta hipótesis no ha sido nunca probada.

## Las Represalias
El 27 de septiembre, las fuerzas combinadas de Alemania y Cham iniciaron una operación a gran escala, quemando y destruyendo pueblos al norte de Paramythia, incluidos Eleftherochori, Seliani, Semelika y Aghios Nikolaos, matando a 50 civiles griegos. En esta operación, el contingente Cham contaba con 150 hombres y, según el comandante alemán Stöckert, "se comportaron muy bien".
Sin embargo esta operación no fue suficiente y, al atardecer del mismo día, un grupo de milicianos chamaneses entraron en casi todos los hogares de Paramythia. El oficial de la milicia Cham, Mazar Dino, en base a una lista de nombres que llevaba, ordenó arrestar a 53 personas y las encerró en la escuela primaria para su ejecución. El obispo de la región, Dorotheos, viajó a Ioannina para convencer al comandante nazi General Hubert Lanz de que conmutase las ejecuciones.

## Ejecución de los cautivos
Los hermanos Mazar y Nuri Dino, que habían organizado esta acción para deshacerse de los representantes e intelectuales de la comunidad griega, siendo conocedores de la intención de Dorotheos, actuaron de inmediato. La medianoche del 29 de septiembre, los prisioneros, salvo cuatro que dejaron libres, fueron llevados al lugar de ejecución en las afueras de la ciudad. Según el sargento alemán Helmut Götte, que formó parte del pelotón de fusilamiento:
Se ordenó a los rehenes que abandonaran la escuela y se alinearan. Un traductor fue leyendo el nombre de cada persona que sería ejecutada. Fueron dando un paso adelante. Tuvimos que trasladarlos al sitio de ejecución, fuera de Paramythia. Las tumbas ya estaban abiertas y frente a ellas se fueron colocando. La ejecución se realizó con carabinas, a una distancia de entre 5 y 6 m. No hubo tiro de gracia.
Según el testimonio de posguerra de Götte, los cham albaneses formaron parte del pelotón de fusilamiento. Aunque hubo informes de que se habían saqueado cadáveres, por joyas y dinero, Götte negó ese hecho. Según otro alemán que formaba parte del pelotón de fusilamiento, a continuación se ordenó a los familiares que enterraran los cuerpos inmediatamente.
Las víctimas eran personas de todos los ámbitos de la vida, pero la mayoría de ellos eran personalidades prominentes de la comunidad griega de Paramythia. Entre ellos había un sacerdote, un médico, cinco maestros, el director de la escuela y la mayoría de los empresarios locales.

## Responsabilidades
En los años de la posguerra se celebraron en Grecia varios juicios por crímenes de guerra relacionados con la ocupación del Eje. Sin embargo, ni un solo acusado fue arrestado o encarcelado, ya que ya habían huido del país. En los juicios de Núremberg, el general Hubert Lanz informó que las ejecuciones y las misiones de represalia formaban parte de las "operaciones normales de la guerra", pero admitió su total ignorancia sobre las ejecuciones en Paramythia. En 1948, la Oficina Nacional de Crímenes de Guerra de Grecia ordenó una investigación legal sobre los delitos cometidos por los italianos, albaneses y alemanes durante la ocupación del Eje. Dos días después, se ordenó el arresto inmediato de los acusados, que estaban todos fuera del país. Se desconoce si el Ministerio de Relaciones Exteriores de Grecia ha iniciado ningún procedimiento diplomático para pedir las extradiciones.